# Witte paard van Uffington

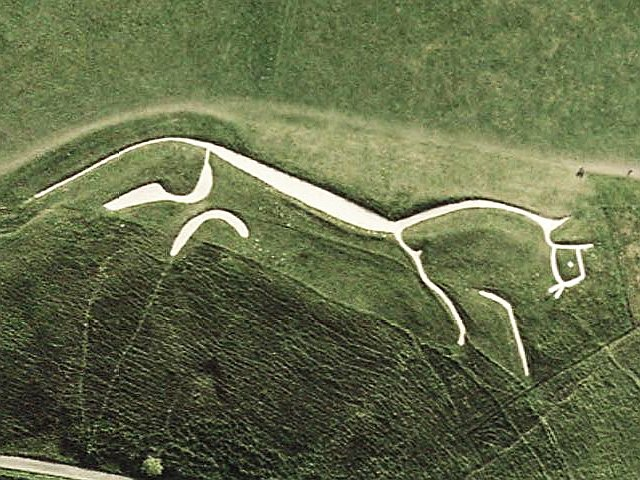

Het Witte Paard van Uffington is een uitgesneden figuur, een geoglief, van een paard nabij Uffington Castle in Oxfordshire in het Verenigd Koninkrijk.
Gelegen nabij het Ridgeway pad dat de kalkstenen vallei doorkruist, nabij Uffington Castle en Dragon Hill is het Witte Paard waarschijnlijk het oudste van de heuvelfiguren in Engeland. De figuur is een lijntekening van een paard, in elegante lijnen uitgesneden en wit door de onderliggende kalklaag. De figuur is ruim 123 meter lang en eigenlijk alleen maar goed te zien vanuit de lucht.
Lange tijd werd gedacht dat het Witte Paard aangelegd was door de lokale koning Alfred de Grote in 871 om zijn overwinning op de Denen te herdenken. Als alternatief werd gedacht aan de Angelsaksische leider Hengist, ergens in de vijfde eeuw. Ook waren er groepen die dachten dat het de draak voorstelde die door Sint-Joris verslagen was op de nabijgelegen Dragon Hill. Meer recente datering wijst echter op een veel eerder tijdperk, ergens rond 1000 v.Chr. Daarmee wordt de figuur mogelijk een lokale godheid, of een figuur die gemaakt is om de goden te eren (wat zou verklaren waarom het alleen goed te zien is vanuit de lucht).
Door zijn gehele bestaan is het Paard regelmatig onderhouden: De traditie dicteert dat de lokale landheer eens in de zeven jaar een opknapbeurt moet organiseren en financieren, waaraan de gehele lokale bevolking deelneemt. De laatste jaren is het een folkloristische gebeurtenis geworden ten behoeve van de lokale toeristenindustrie en gaat de gebeurtenis vergezeld van een kaasmarkt en dergelijke.